# Savādkuh
Savadkuh (persisch سوادکوه Savādkuh, DMG Sawādkūh) ist ein Verwaltungsbezirk (Schahrestan) in der iranischen Provinz Mazandaran. Er hat eine Fläche von 2078 km² und etwa 68.000 Einwohner. Die Hauptstadt ist Pol-Sefid.
Savādkuh liegt im Süden der Provinz zwischen Firuzkuh und Qaem-Schahr. Savadkuh ist eines der Hauptabbaugebiete für Fluor im Nordiran. Außerdem wird Kohle, Dolomit, Gips, Kies und Sand abgebaut. Der Bezirk ist von Bergen umgeben und bekannt für Alascht, den Geburtsort von Reza Schah Pahlavi, dem ehemaligen Schah und Gründer der Pahlavi-Dynastie. Neben Ālāscht liegen in Savadkuh die Städte Polefid, Zirab und Schirgah.
Koordinaten: 36° 5′ N, 52° 55′ O